# Distrito de San Miguel (Panamá)
El distrito de San Miguel fue un antiguo distrito del departamento de Panamá (perteneciente al Estado Soberano de Panamá), que comprendía las islas de Vivero, San Miguel, González, Señora, Gallo, San José, Galera, San Telmo, Camote, Puerco, Caña, Elefante, Mamei, Los Pájaros y Pelado del archipiélago de las Perlas (en el golfo de Panamá). También pertenecía al distrito la aldea de Chimán, cuyo territorio se encontraba en el continente y tenía por límites el río Pásiga desde su desembocadura hasta su cabecera, y desde allí en línea recta en dirección nordeste hasta el río Bayano y por este hasta su origen. De aquí iba hasta el río Buenaventura que seguía hasta su desembocadura. Tuvo como cabecera al pueblo de San Miguel.
El distrito fue creado mediante la Ley 18 del 31 de enero de 1877, que también creó el distrito de Saboga, si bien ambos fueron abolidos en 1882 para recrear la comarca de Balboa de la cual habían surgido.